# 熱帯シナモンズ
『熱帯シナモンズ』（ねったいシナモンズ）は、1996年10月4日から1997年3月28日までTBSで毎週金曜17時 - 18時に放送されていたバラエティ番組である。

## 概要
都内にあるスタジオハウスでの公開収録。放送回によって毎回スタジオハウスが違っている。毎週今田と東野がゲストを招いてはトークやゲームなどを楽しむ番組。
この番組は、スゴ技達人披露のコーナーなどもある。

## 出演者
- 今田耕司
- 東野幸治

他ゲスト一組

## スタッフ
- タイトル：中尊寺ゆつこ
- 構成：萩原芳樹、木村祐一、長谷川朝二、前田昌平、あべ、高橋ナツコ
- 技術：中田菜穂子
- VE：高橋和同
- カメラ：中野剛一郎
- 音声：阿蘇谷靖
- 照明：吉田武志
- 音響：磯川浩己
- 編集：沢川淳
- MA：伊藤茂利
- 美術プロデューサー：相野道生
- 美術デザイン：永田周太郎、坂根洋子
- 美術製作：笠松和明
- ディレクター：十二竜也、合田隆信、山口将哉、林敏博
- AP：原知行
- 演出：玄馬康志
- プロデューサー：小笠原知宏
- 制作著作：TBS

| TBS 金曜17時台 | TBS 金曜17時台 | TBS 金曜17時台                                           |
| 前番組         | 番組名         | 次番組                                                   |
| -------------- | -------------- | -------------------------------------------------------- |
| ドラマ再放送枠 | 熱帯シナモンズ | スクラッチ! ※17:00 - 17:55JNNニュースの森 ※17:55 - 19:00 |